# (620502) 2004 HP79
(620502) 2004 HP79, também escrito como (620502) 2004 HP79, é um objeto transnetuniano que está localizado no cinturão de Kuiper, uma região do Sistema Solar. Ele é classificado como um twotino, pois, o mesmo está em uma ressonância orbital de 1:2 com o planeta Netuno. O mesmo possui uma magnitude absoluta de 6,4 e tem um diâmetro com cerca de 201 quilômetros.

## Descoberta
(620502) 2004 HP79 foi descoberto no dia 1 de março de 2004 pelo astrônomo Marc W. Buie.

## Órbita
A órbita de (620502) 2004 HP79 tem uma excentricidade de 0,256 e possui um semieixo maior de 48,145 UA. O seu periélio leva o mesmo a uma distância de 35,842 UA em relação ao Sol e seu afélio a 60,447 UA.